# Poul Sørensen
Poul Sørensen (* 3. August 1906 in Maribo; † 1. Juli 1951 in Randers) war ein dänischer Radrennfahrer.

## Sportliche Laufbahn
Er startete für den Verein Randers Cycleklub. Sørensen war Teilnehmer der Olympischen Sommerspiele 1928 in Amsterdam. Bei den Spielen wurde er im olympischen Straßenrennen beim Sieg von seinem Teamkollegen Henry Hansen als 28. klassiert. Die dänische Mannschaft gewann in der Mannschaftswertung die Goldmedaille.
1926 siegte er in der nationalen Meisterschaft im Straßenrennen sowie im Einzelzeitfahren. 1927 gewann er erneut die Meisterschaft im Straßenrennen vor Leo Nielsen. Auch den Titel im Einzelzeitfahren konnte er verteidigen.